# یلوه لرد هووی
یلوه لرد هووی (نام علمی: Gallirallus sylvestris) نام یک گونه از سرده یلوه‌های استرالیا-آرام است.